# Кунджевець
Кунджевець (хорв. Kunđevec) — населений пункт у Хорватії, у Копривницько-Крижевецькій жупанії у складі міста Крижевці.

## Населення
Населення за даними перепису 2011 року становило 11 осіб.
Динаміка чисельності населення поселення: